# Agave mapisaga
Agave mapisaga är en sparrisväxtart som beskrevs av William Trelease. Agave mapisaga ingår i släktet Agave och familjen sparrisväxter.

## Underarter
Arten delas in i följande underarter:
- A. m. lisa
- A. m. mapisaga